# Homalocerus punctum
Homalocerus punctum is een keversoort uit de familie Belidae. De wetenschappelijke naam van de soort is voor het eerst geldig gepubliceerd in 1886 door Pascoe.